# Knoldrottehale
Knold-rottehale (Phleum bertolonii) er et græs, der vokser på tørre skrænter

## Beskrivelse
Knold-rottehale er et flerårigt græs med en løst tueformet vækst. Den nedre del af stænglen er knoldagtig opsvulmet. Engrottehale kan anses som en dyrket form af knold-rottehale.

## Voksested
Knold-rottehale vokser i Danmark på tørre skrænter, især på kalkrig bund. Den er temmelig almindelig på Sjælland og i Nordjylland.
| Portal | Portal:Botanik |

## Eksterne links
- tavle 380 (Webside ikke længere tilgængelig) i Flora Danica
- Flora Europaea: Phleum bertolonii

| Botanik | Spire Denne botanikartikel er en spire som bør udbygges. Du er velkommen til at hjælpe Wikipedia ved at udvide den. |